# Tjalling Petrus Tresling (1809-1844)
Tjalling Petrus Tresling (Groningen, 10 januari 1809 - Groningen, 12 juli 1844) was een Nederlandse historicus en politicus.

## Familie
Tresling werd 22 januari 1809 gedoopt in de Martinikerk. Hij was een zoon van mr. Theunes Haakma Tresling, advocaat en lid Prov. Staten, en Elisabeth Ruardi. Hij trouwde in 1835 met Willemina Lourentia Stratingh (1810-1875), dochter van hoogleraar Sibrandus Stratingh.

## Loopbaan
Tresling studeerde letteren en rechten aan de Groninger hogeschool. In 1830 nam hij vrijwillig dienst bij de compagnie van studenten en nam deel aan de Tiendaagse Veldtocht. In 1834 promoveerde hij in de letteren en in de rechten op een tweeledige dissertatie. Na zijn studie werd hij advocaat en hield zich daarnaast bezig met het schrijven over historie. Hij publiceerde onder meer in de Groningsche Volksalmanak.
In 1843 werd Tresling verkozen tot lid van de Tweede Kamer der Staten-Generaal. Hij overleed al een half jaar later, op 35-jarige leeftijd.

## Publicaties
- Habrokomes en Anthia (vertaling, 1829)
- Over het beleid, door Willem I, in de hagchelijkste omstandigheden, aan den dag gelegd (1830)
- Disputationes de Romanorum prudentia in populis sub imperium etc. (dissertatie, 1834)
- De Warven en de Hoofdmannen-kamer of het voormalig provinciaal gerechtshof binnen de stad Groningen, in verband beschouwd met de staatkundige geschiedenis van dit gewest (1839)

- Biografisch Portaal: 08592762
- Digitale Bibliotheek voor de Nederlandse Letteren: tres002
- Gemeinsame Normdatei: 1055190716
- International Standard Name Identifier: 0000 0003 5652 9547
- Nederlandse Thesaurus van Auteursnamen: 070310610
- Parlement.com: vg09llr6lyyj
- Système universitaire de documentation: 084724307
- Virtual International Authority File: 190670946